# 上官汲
上官汲（？—？），宋朝政治人物。
上官汲曾于1071年接替张若济任华亭县知县一职，1074年由邵奇接任。